# KPN Mobiel
KPN Mobiel is een bedrijfsonderdeel van telecommunicatiebedrijf KPN. Dit bedrijfsonderdeel biedt in Nederland mobiele telefoniediensten aan onder de merknamen KPN en Simyo. In België was KPN Mobiel actief onder de naam BASE (de nieuwe eigenaar is Telenet) en in Duitsland als E-Plus.
Er zijn diverse (concurrerende) MVNO's in Nederland die gebruikmaken van het mobiele telefonienetwerk van KPN Mobile:
- Budget Mobiel
- HEMA
- Lebara
- Jumbo
- Youfone
- Kruidvat Mobiel
- Aldi Talk
- Rabo Mobiel
- Albert Heijn Mobiel

MVNO L-Mobi maakte op 22 mei 2024 bekend dat de dienstverlening op een nog onbekende datum zou stoppen wegens een conflict met KPN, en raadde klanten dringend aan over te stappen naar een andere provider en daarbij nummerbehoud aan te vragen. Een dag later werden de klanten door KPN afgesloten.
KPN Mobile is ook actief in enkele andere Europese landen. Via bedrijfsonderdeel KPN Wholesale worden de contracten voor het zogenoemde roaming afgesloten in zowel binnen- als buitenland.
Van 1996 t/m 2015 voerde KPN het op jongeren gerichte merk Hi. Sinds 1 mei 2015 is KPN gestopt met Hi en dit merk gaat verder onder de naam KPN.
Sinds 2005 voert KPN ook het merk Simyo.